# Бели бряг
Бèли бряг е село в Южна България, община Раднево, област Стара Загора.

## География
Село Бели бряг се намира на около 33 km югоизточно от областния център град Стара Загора и около 6 km южно от общинския център град Раднево. Разположено е в Старозагорското поле на Горнотракийската низина. Западно край селото тече на юг река Сазлийка, ляв приток на река Марица. Надморската височина в центъра на селото е около 110 m. Климатът е преходно-континентален, почвите в землището са преобладаващо черноземни смолници.
През Бели бряг минава третокласният републикански път III-554, който води на север през Раднево до Нова Загора, а на юг – през град Гълъбово към Симеоновград.
Землището на село Бели бряг граничи със землищата на: град Раднево на север и изток; село Трояново на югоизток и юг; село Любеново на юг; село Рисиманово на югозапад; село Българене на запад.
Източно от село Бели бряг се намира промишленият комплекс Марица изток, въгледобивът от чието предприятие „Мини Марица изток“ се разширява по посока на селото, към 2024 г. за сметка предимно на земеделски земи в извънселищната му територия (според данните в Кадастрално-административната информационна система – КАИС – на Агенцията по геодезия, картография и кадастър), изкупувани от държавното предприятие, като се изкупуват и недвижими имоти в селищната територия. Има очакване за изселване на населението на Бели бряг.
Населението на село Бели бряг, наброявало 470 души при преброяването към 1934 г. и 486 към 1946 г., намалява до 283 към 1985 г. и 48 (по служебен документ на НСИ от 31.12.2023 г.) към 2023 г.
При преброяването на населението към 1 февруари 2011 г., от обща численост 143 лица, за 136 лица е посочена принадлежност към „българска“ етническа група, за 3 – към „турска“ и за 4 – към „ромска“.

## История
След Руско-турската война (1877 – 1878 г.) по Берлинския договор 1878 г. селото остава в Източна Румелия; присъединено е към България след Съединението 1885 г.. Преди Освобождението селото има двойно име – Бели бряг и Акер, като името Акер се среща и известно време след Освобождението, например в списъка на населените места в Царство България според преброяването на 31 декември 1920 г. то фигурира като Бели бряг (Акер) в община Рисиманово, околия Стара Загора, окръг Стара Загора.
Училище е създадено в селото през 1887 г. Народното начално училище „Кирил и Методий“ в село Бели бряг (Акер) има архивна документация до 1946 г.
Читалище „Просвета – 1933 г.“ е създадено през 1933 г.
Кредитна кооперация „Нов живот“ е създадена в село Бели бряг през 1934 г. със задача да кредитира членовете си за стопанските им нужди, да развива спестовността им; да организира и контролира изкупуването и преработката на селскостопански продукти; да доставя и търгува със земеделски инвентар, семена и други стоки. Кооперацията има архивна документация до 1946 г.

## Обществени институции
Изпълнителната власт в село Бели бряг към 2024 г. се упражнява от кметски наместник.
Читалище „Просвета – 1933 г.“ към 2022 г. е действащо.